# Contra viento y temporal / Canta conmigo
Contra viento y temporal / Canta conmigo es un sencillo de la agrupación chilena Tiemponuevo, lanzado en 1971 bajo el sello DICAP.

## Lista de canciones
| Lado A |                            |                |          |  |
| N.º    | Título                     | Música         | Duración |  |
| 1.     | «Contra viento y temporal» | Roberto Rivera |          |  |

| Lado B |                 |                |          |  |
| N.º    | Título          | Música         | Duración |  |
| 2.     | «Canta conmigo» | Roberto Rivera |          |  |